# NHL Entry Draft 2023

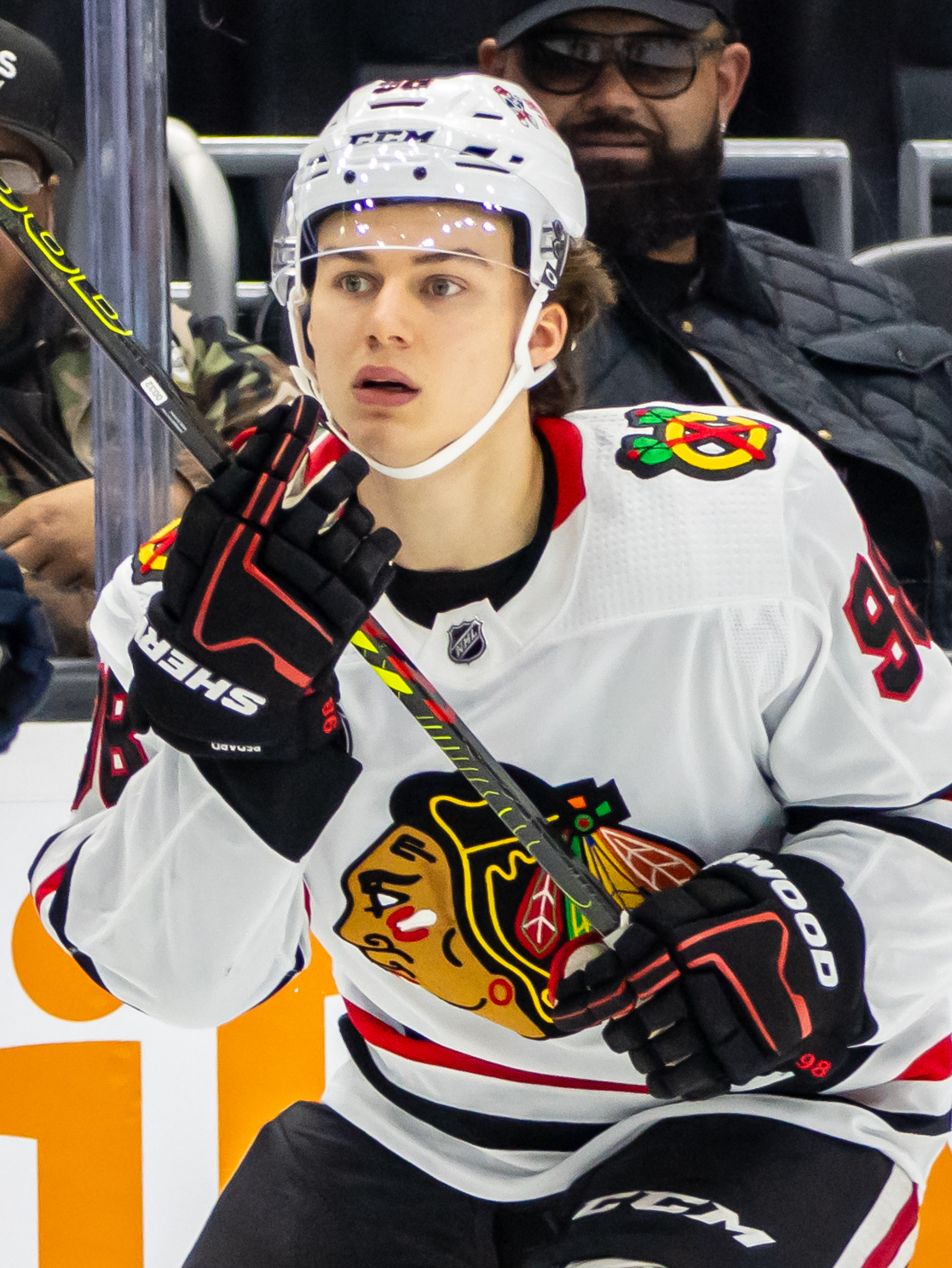
Connor Bedard valdes av Chicago Blackhawks som förste spelare totalt.

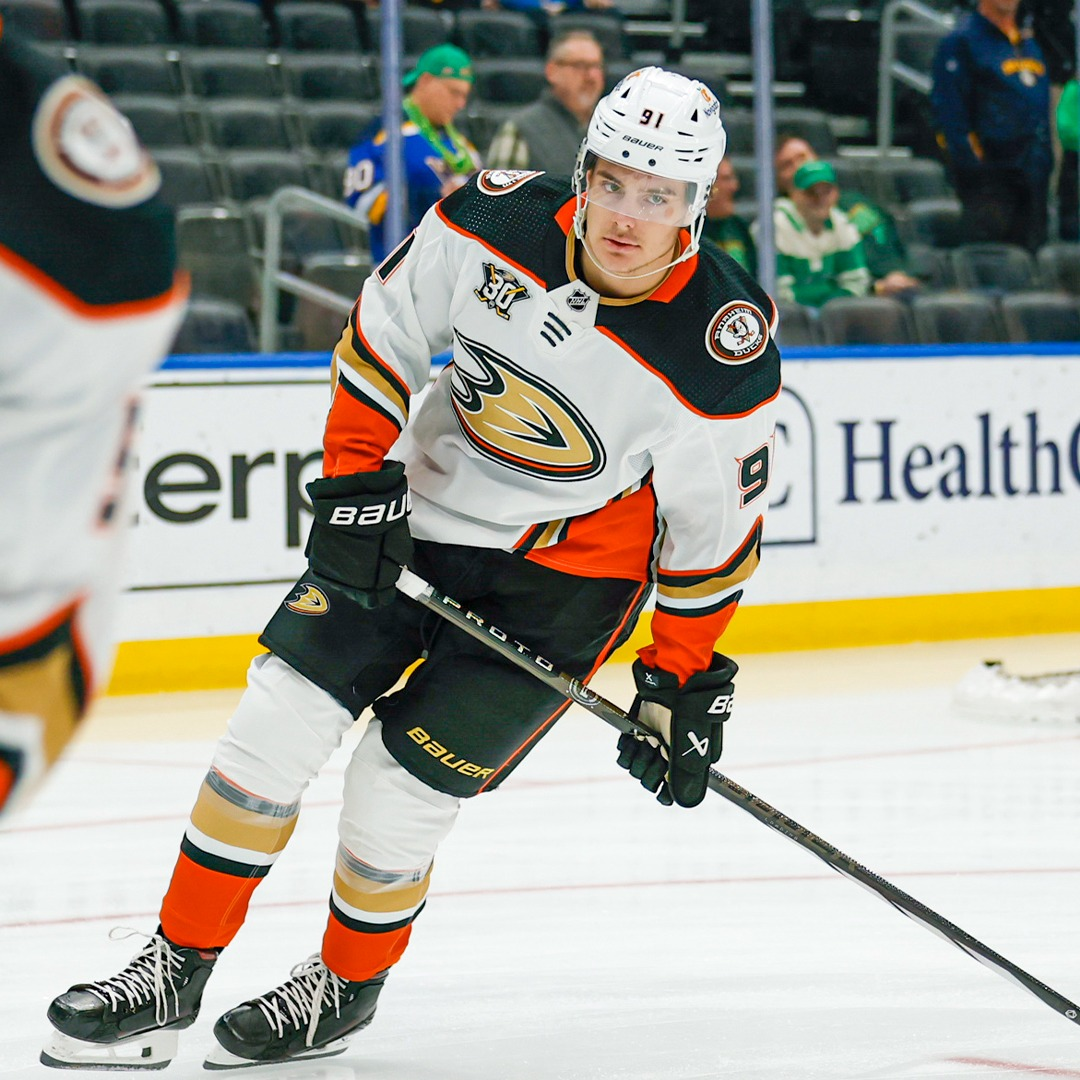
Leo Carlsson valdes av Anaheim Ducks som andre spelare totalt.

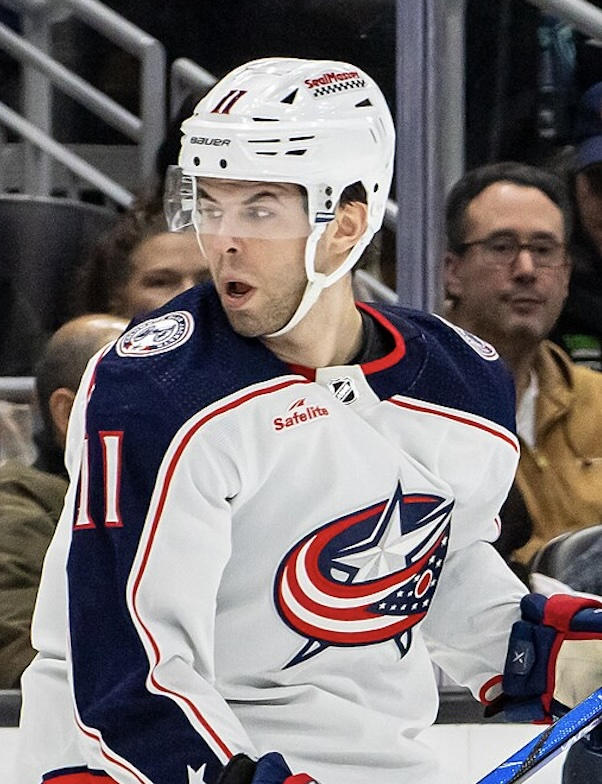
Adam Fantilli valdes av Columbus Blue Jackets som tredje spelare totalt.

NHL Entry Draft 2023 var den 61:a draften i nordamerikanska ishockeyligan National Hockey League och hölls den 28–29 juni 2023 i Bridgestone Arena i Nashville, Tennessee i USA. Det blev den kanadensiske ishockeyforwarden Connor Bedard som valdes först.

## Spelare som var berättigade till att bli draftade
- Spelare som var födda mellan 1 januari 2003 och 15 september 2005 var berättigade till att bli draftade i detta års NHL Entry Draft.[3]
- Spelare som var födda 2002 men som inte var tidigare draftade och har medborgarskap i ett land utanför Nordamerika, var också berättigade att bli draftade i årets NHL Entry Draft.[3]
- Spelare som var födda efter 30 juni 2003 och blev draftade i NHL Entry Draft 2020, men aldrig blev kontrakterade av sina draftade medlemsorganisationer kunde bli återdraftade i årets NHL Entry Draft.[3]

## Rankning inför draften

### Mittsäsongsrankingen
Den 13 januari 2023 presenterade NHL:s scoutorgan Central Scouting Bureau sin mittsäsongsrankning för de spelare som rankades högst att gå i draften i juni.
Spelarna var placerade efter var de spelade under säsongen 2022–2023.
| #  | Nordamerikanska utespelare | Europeiska utespelare    |
| -- | -------------------------- | ------------------------ |
| 1  | Connor Bedard (C)          | Leo Carlsson (C)         |
| 2  | Adam Fantilli (C)          | Matvej Mitjkov (HF)      |
| 3  | Will Smith (C)             | Axel Sandin Pellikka (B) |
| 4  | Ryan Leonard (HF)          | Dalibor Dvorský (C)      |
| 5  | Brayden Yager (C)          | Eduard Šalé (VF)         |
| 6  | Oliver Moore (C)           | Otto Stenberg (C)        |
| 7  | Zach Benson (VF)           | Lenni Hämeenaho (HF)     |
| 8  | Matthew Wood (HF)          | Michail Guljajev (B)     |
| 9  | Samuel Honzek (VF)         | Kasper Halttunen (HF)    |
| 10 | Colby Barlow (B)           | David Reinbacher (B)     |

| # | Nordamerikanska målvakter | Europeiska målvakter |
| - | ------------------------- | -------------------- |
| 1 | Carson Bjarnason          | Alexander Hellnemo   |
| 2 | Michael Hrabal            | Juha Jatkola         |
| 3 | Trey Augustine            | Ian Blomqvist        |

### Slutlig ranking
Den 18 april 2023 presenterade Central Scouting Bureau sin slutgiltiga rankning för de spelare som rankades högst att gå i draften i juni.
Spelarna var placerade efter var de spelade under säsongen 2022–2023.
| #  |   | Nordamerikanska utespelare |   | Europeiska utespelare    |
| -- | - | -------------------------- | - | ------------------------ |
| 1  | ▬ | Connor Bedard (C)          | ▬ | Leo Carlsson (C)         |
| 2  | ▬ | Adam Fantilli (C)          | ▬ | Matvej Mitjkov (HF)      |
| 3  | ▬ | Will Smith (C)             | ▲ | Dalibor Dvorský (C)      |
| 4  | ▲ | Matthew Wood (HF)          | ▲ | Eduard Šalé (VF)         |
| 5  | ▼ | Ryan Leonard (HF)          | ▲ | David Reinbacher (B)     |
| 6  | ▲ | Zach Benson (VF)           | ▬ | Otto Stenberg (C)        |
| 7  | ▲ | Nate Danielson (C)         | ▼ | Axel Sandin Pellikka (B) |
| 8  | ▼ | Oliver Moore (C)           | ▼ | Lenni Hämeenaho (HF)     |
| 9  | ▬ | Samuel Honzek (VF)         | ▲ | Daniil But (VF)          |
| 10 | ▲ | Gabe Perreault (HF)        | ▼ | Michail Guljajev (B)     |

| # |   | Nordamerikanska målvakter |   | Europeiska målvakter |
| - | - | ------------------------- | - | -------------------- |
| 1 | ▬ | Carson Bjarnason          | ▬ | Alexander Hellnemo   |
| 2 | ▬ | Michael Hrabal            | ▬ | Juha Jatkola         |
| 3 | ▬ | Trey Augustine            | ▬ | Ian Blomqvist        |

## Draftlotteriet
Draftlotteriet som bekräftade draftordningen i första omgången i 2023 års NHL Entry Draft verkställdes måndagen den 8 maj nordamerikansk tid.

### Draftoddsen
Draftoddsen för 2023 års draftlotteri var följande:
| Den som vann förstavalet i första rundan            |
| Den som vann andravalet i första rundan             |
| Laget som vann tredjevalet i första rundan          |
| De som inte vann något av toppvalen i första rundan |

| Slutplaceringen | Medlemsorganisation   | 1:a   | 2:a   | 3:e   | 4:e   | 5:e   | 6:e   | 7:e   | 8:e   | 9:e   | 10:e  | 11:e  | 12:e  | 13:e  | 14:e  | 15:e  | 16:e  |
| --------------- | --------------------- | ----- | ----- | ----- | ----- | ----- | ----- | ----- | ----- | ----- | ----- | ----- | ----- | ----- | ----- | ----- | ----- |
| 32:a            | Anaheim Ducks         | 25,5% | 18,8% | 55,7% |       |       |       |       |       |       |       |       |       |       |       |       |       |
| 31:a            | Columbus Blue Jackets | 13,5% | 14,1% | 30,7% | 41,7% |       |       |       |       |       |       |       |       |       |       |       |       |
| 30:e            | Chicago Blackhawks    | 11,5% | 11,2% | 7,8%  | 39,7% | 29,8% |       |       |       |       |       |       |       |       |       |       |       |
| 29:e            | San Jose Sharks       | 9,5%  | 9,5%  | 0,3%  | 15,4% | 44,6% | 20,8% |       |       |       |       |       |       |       |       |       |       |
| 28:e            | Montreal Canadiens    | 8,5%  | 8,6%  | 0,3%  |       | 24,5% | 44,0% | 14,2% |       |       |       |       |       |       |       |       |       |
| 27:e            | Arizona Coyotes       | 7,5%  | 7,7%  | 0,2%  |       |       | 34,1% | 41,4% | 9,1%  |       |       |       |       |       |       |       |       |
| 26:e            | Philadelphia Flyers   | 6,5%  | 6,7%  | 0,2%  |       |       |       | 44,4% | 36,5% | 5,6%  |       |       |       |       |       |       |       |
| 25:e            | Washington Capitals   | 6,0%  | 6,2%  | 0,2%  |       |       |       |       | 54,4% | 30,0% | 3,2%  |       |       |       |       |       |       |
| 24:e            | Detroit Red Wings     | 5,0%  | 5,2%  | 0,2%  |       |       |       |       |       | 64,4% | 23,5% | 1,7%  |       |       |       |       |       |
| 23:e            | St. Louis Blues       | 3,5%  | 3,7%  | 0,1%  |       |       |       |       |       |       | 73,3% | 18,4% | 0,9%  |       |       |       |       |
| 22:a            | Vancouver Canucks     | 3,0%  | 3,2%  | 0,1%  |       |       |       |       |       |       |       | 79,9% | 13,4% | 0,5%  |       |       |       |
| 21:a            | Ottawa Senators       |       | 5,3%  |       |       |       |       |       |       |       |       |       | 85,7% | 8,9%  | 0,2%  |       |       |
| 20:e            | Buffalo Sabres        |       |       | 4,3%  |       |       |       |       |       |       |       |       |       | 90,7% | 5,1%  | >0,0% |       |
| 19:e            | Pittsburgh Penguins   |       |       |       | 3,1%  |       |       |       |       |       |       |       |       |       | 94,7% | 2,1%  | >0,0% |
| 18:e            | Nashville Predators   |       |       |       |       | 1,1%  |       |       |       |       |       |       |       |       |       | 97,9% | 1,1%  |
| 17:e            | Calgary Flames        |       |       |       |       |       | 1,0%  |       |       |       |       |       |       |       |       |       | 98,9% |

## Draftvalen

### Första valet
Den kanadensiske centerforwarden Connor Bedard var den spelare som förväntades gå som nummer ett i draften. Bredden i årets draft var bred och de som förväntades slåss om att gå som nummer två var till största sannolikhet Adam Fantilli, Leo Carlsson och Matvej Mitjkov. Det blev som väntat att Bedard gick som nummer ett och valdes av Chicago Blackhawks.

### Första rundan
Källa: 
| #  | Spelare                  | Nationalitet | Medlemsorganisation                               | Universitets-/college-/junior-/klubblag |
| -- | ------------------------ | ------------ | ------------------------------------------------- | --------------------------------------- |
| 1  | Connor Bedard (C)        | Kanada       | Chicago Blackhawks                                | Regina Pats (WHL)                       |
|    |                          |              |                                                   |                                         |
| 2  | Leo Carlsson (C)         | Sverige      | Anaheim Ducks                                     | Örebro HK (SHL)                         |
| 3  | Adam Fantilli (C)        | Kanada       | Columbus Blue Jackets                             | Michigan Wolverines (NCAA)              |
| 4  | Will Smith (C)           | USA          | San Jose Sharks                                   | Team USA (USHL)                         |
| 5  | David Reinbacher (B)     | Österrike    | Montreal Canadiens                                | EHC Kloten (NL)                         |
| 6  | Dmitri Simasjev (B)      | Ryssland     | Arizona Coyotes                                   | Loko Jaroslavl (MHL)                    |
| 7  | Matvej Mitjkov (HF)      | Ryssland     | Philadelphia Flyers                               | HK Sotji (KHL)                          |
| 8  | Ryan Leonard (HF)        | USA          | Washington Capitals                               | Team USA (USHL)                         |
| 9  | Nate Danielson (C)       | Kanada       | Detroit Red Wings                                 | Brandon Wheat Kings (WHL)               |
| 10 | Dalibor Dvorský (C)      | Slovakien    | St. Louis Blues                                   | AIK Ishockey (Hockeyallsvenskan)        |
| 11 | Tom Willander (B)        | Sverige      | Vancouver Canucks                                 | Rögle BK (SHL)                          |
| 12 | Daniil But (VF)          | Ryssland     | Arizona Coyotes (från Senators)                   | Loko Jaroslavl (MHL)                    |
| 13 | Zach Benson (VF)         | Kanada       | Buffalo Sabres                                    | Winnipeg Ice (WHL)                      |
| 14 | Brayden Yager (C)        | Kanada       | Pittsburgh Penguins                               | Moose Jaw Warriors (WHL)                |
| 15 | Matthew Wood (HF)        | Kanada       | Nashville Predators                               | Connecticut Huskies (NCAA)              |
| 16 | Samuel Honzek (VF)       | Slovakien    | Calgary Flames                                    | Vancouver Giants (WHL)                  |
| 17 | Axel Sandin Pellikka (B) | Sverige      | Detroit Red Wings (från NY Islanders via Canucks) | Skellefteå AIK (SHL)                    |
| 18 | Colby Barlow (VF)        | Kanada       | Winnipeg Jets                                     | Owen Sound Attack (OHL)                 |
| 19 | Oliver Moore (C)         | USA          | Chicago Blackhawks (från Lightning)               | Team USA (USHL)                         |
| 20 | Eduard Šalé (VF)         | Tjeckien     | Seattle Kraken                                    | HC Kometa Brno (Extraliga)              |
| 21 | Charlie Stramel (C)      | USA          | Minnesota Wild                                    | Team USA (USHL)                         |
| 22 | Oliver Bonk (B)          | Kanada       | Philadelphia Flyers (från Kings via Blue Jackets) | London Knights (OHL)                    |
| 23 | Gabe Perreault (HF)      | USA          | New York Rangers                                  | Team USA (USHL)                         |
| 24 | Tanner Molendyk (B)      | Kanada       | Nashville Predators (från Oilers)                 | Saskatoon Blades (WHL)                  |
| 25 | Otto Stenberg (C)        | Sverige      | St. Louis Blues (från Maple Leafs)                | Frölunda HC (SHL)                       |
| 26 | Quentin Musty (VF)       | USA          | San Jose Sharks (från Devils)                     | Sudbury Wolves (OHL)                    |
| 27 | Calum Ritchie (C)        | Kanada       | Colorado Avalanche                                | Oshawa Generals (OHL)                   |
| 28 | Easton Cowan (HF)        | Kanada       | Toronto Maple Leafs (från Bruins via Capitals)    | London Knights (OHL)                    |
| 29 | Theo Lindstein (B)       | Sverige      | St. Louis Blues (från Stars via NY Rangers)       | Brynäs IF (SHL)                         |
| 30 | Bradly Nadeau (VF)       | Kanada       | Carolina Hurricanes                               | Penticton Vees (BCHL)                   |
| 31 | Michail Guljajev (B)     | Ryssland     | Colorado Avalanche (från Panthers via Canadiens)  | Omskie Jastreby (MHL)                   |
| 32 | David Edstrom (C)        | Sverige      | Vegas Golden Knights                              | Frölunda HC (SHL)                       |

### Andra rundan
Källa: 
| #  | Spelare                   | Nationalitet | Medlemsorganisation                                 | Universitets-/College-/Junior-/Klubblag |
| -- | ------------------------- | ------------ | --------------------------------------------------- | --------------------------------------- |
| 33 | Nico Myatovic (VF)        | Kanada       | Anaheim Ducks                                       | Seattle Thunderbirds (WHL)              |
| 34 | Gavin Brindley (C)        | USA          | Columbus Blue Jackets                               | Michigan Wolverines (NCAA)              |
| 35 | Adam Gajan (MV)           | Slovakien    | Chicago Blackhawks                                  | Chippewa Steel (NAHL)                   |
| 36 | Kasper Halttunen (HF)     | Finland      | San Jose Sharks                                     | HIFK Hockey (Liiga)                     |
| 37 | Ethan Gauthier (HF)       | USA          | Tampa Bay Lightning (från Canadiens via Avalanche)  | Phœnix de Sherbrooke (LHJMQ)            |
| 38 | Michael Hrabal (MV)       | Tjeckien     | Arizona Coyotes                                     | Omaha Lancers (USHL)                    |
| 39 | Anton Wahlberg (C)        | Sverige      | Buffalo Sabres (från Flyers)                        | Malmö Redhawks (SHL)                    |
| 40 | Andrew Cristall (VF)      | Kanada       | Washington Capitals                                 | Kelowna Rockets (WHL)                   |
| 41 | Trey Augustine (MV)       | USA          | Detroit Red Wings                                   | Team USA (USHL)                         |
| 42 | Andrew Gibson (B)         | Kanada       | Detroit Red Wings (från Blues)                      | Sault Ste. Marie Greyhounds (OHL)       |
| 43 | Felix Nilsson (C)         | Sverige      | Nashville Predators (från Canucks via Red Wings)    | Rögle BK (SHL)                          |
| 44 | Roman Kantserov (HF)      | Ryssland     | Chicago Blackhawks (från Senators)                  | Stalnye Lisy Magnitogorsk (MHL)         |
| 45 | Maxim Štrbák (B)          | Slovakien    | Buffalo Sabres                                      | Sioux Falls Stampede (USHL)             |
| 46 | Kalan Lind (VF)           | Kanada       | Nashville Predators (från Penguins)                 | Red Deer Rebels (WHL)                   |
| 47 | Brady Cleveland (B)       | USA          | Detroit Red Wings (från Predators)                  | Team USA (USHL)                         |
| 48 | Étienne Morin (B)         | Kanada       | Calgary Flames                                      | Moncton Wildcats (LHJMQ)                |
| 49 | Danny Nelson (C)          | USA          | New York Islanders                                  | Team USA (USHL)                         |
| 50 | Carson Rehkopf (VF)       | Kanada       | Seattle Kraken (från Jets via Capitals)             | Kitchener Rangers (OHL)                 |
| 51 | Carson Bjarnason (MV)     | Kanada       | Philadelphia Flyers (från Lightning via Blackhawks) | Brandon Wheat Kings (WHL)               |
| 52 | Oscar Fisker Mølgaard (C) | Danmark      | Seattle Kraken                                      | HV71 (SHL)                              |
| 53 | Rasmus Kumpulainen (C)    | Finland      | Minnesota Wild                                      | Pelicans (Liiga)                        |
| 54 | Jakub Dvorak (B)          | Tjeckien     | Los Angeles Kings                                   | HC Bílí Tygři Liberec (Extraliga)       |
| 55 | Martin Mišiak (HF)        | Slovakien    | Chicago Blackhawks (från NY Rangers)                | Youngstown Phantoms (USHL)              |
| 56 | Beau Akey (B)             | Kanada       | Edmonton Oilers                                     | Barrie Colts (OHL)                      |
| 57 | Lukas Dragicevic (B)      | Kanada       | Seattle Kraken (från Maple Leafs)                   | Tri-City Storm (WHL)                    |
| 58 | Lenni Hameenaho (HF)      | Finland      | New Jersey Devils                                   | Ässät (Liiga)                           |
| 59 | Carey Terrance (C)        | USA          | Anaheim Ducks (från Avalanche)                      | Erie Otters (OHL)                       |
| 60 | Damian Clara (MV)         | Italien      | Anaheim Ducks (från Bruins)                         | Färjestad BK (SHL)                      |
| 61 | Tristan Bertucci (B)      | Kanada       | Dallas Stars                                        | Flint Firebirds (OHL)                   |
| 62 | Felix Unger Sörum (HF)    | Sverige      | Carolina Hurricanes                                 | Leksands IF (SHL)                       |
| 63 | Gracyn Sawchyn (C)        | Kanada       | Florida Panthers                                    | Seattle Thunderbirds (WHL)              |
| 64 | Riley Heidt (C)           | Kanada       | Minnesota Wild (från Golden Knights via Sabres)     | Prince George Cougars (WHL)             |

### Tredje rundan
Källa: 
| #  | Spelare                 | Nationalitet | Medlemsorganisation                                                   | Universitets-/College-/Junior-/Klubblag |
| -- | ----------------------- | ------------ | --------------------------------------------------------------------- | --------------------------------------- |
| 65 | Coulson Pitre (HF)      | Kanada       | Anaheim Ducks                                                         | Flint Firebirds (OHL)                   |
| 66 | William Whitelaw (HF)   | USA          | Columbus Blue Jackets                                                 | Youngstown Phantoms (USHL)              |
| 67 | Nick Lardis (VF)        | Kanada       | Chicago Blackhawks                                                    | Hamilton Bulldogs (OHL)                 |
| 68 | Jesse Kiiskinen (HF)    | Finland      | Nashville Predators (från Sharks)                                     | Pelicans (Liiga)                        |
| 69 | Jacob Fowler (MV)       | USA          | Montreal Canadiens                                                    | Youngstown Phantoms (USHL)              |
| 70 | Jonathan Castagna (C)   | Kanada       | Arizona Coyotes                                                       | St. Andrew's Saints                     |
| 71 | Brandon Svoboda (C)     | USA          | San Jose Sharks (från Flyers via Hurricanes)                          | Youngstown Phantoms (USHL)              |
| 72 | Noel Nordh (VF)         | Sverige      | Arizona Coyotes (från Capitals)                                       | Brynäs IF (SHL)                         |
| 73 | Noah Dower Nilsson (VF) | Sverige      | Detroit Red Wings                                                     | Frölunda HC (SHL)                       |
| 74 | Quinton Burns (B)       | Kanada       | St. Louis Blues                                                       | Kingston Frontenacs (OHL)               |
| 75 | Hunter Brzustewicz (B)  | USA          | Vancouver Canucks                                                     | Kitchener Rangers (OHL)                 |
| 76 | Juraj Pekarcik (VF)     | Slovakien    | St. Louis Blues (från Senators)                                       | HK Nitra (Extraliga)                    |
| 77 | Mathieu Cataford (C)    | Kanada       | Vegas Golden Knights (från Sabres)                                    | Halifax Mooseheads (LHJMQ)              |
| 78 | Koehn Ziemmer (HF)      | Kanada       | Los Angeles Kings (från Penguins)                                     | Prince George Cougars (WHL)             |
| 79 | Brad Gardiner (C)       | Kanada       | Dallas Stars (från Predators)                                         | Ottawa 67's (OHL)                       |
| 80 | Ajdar Sunjev (VF)       | Ryssland     | Calgary Flames (från Flames via Kraken, Blue Jackets och Devils)      | Penticton Vees (BCHL)                   |
| 81 | Tanner Ludtke (C)       | USA          | Arizona Coyotes (från NY Islanders)                                   | Lincoln Stars (USHL)                    |
| 82 | Zach Nehring (HF)       | USA          | Winnipeg Jets                                                         | Shattuck St. Mary's Sabres              |
| 83 | Dylan Mackinnon (B)     | Kanada       | Nashville Predators (från Lightning)                                  | Halifax Mooseheads (LHJMQ)              |
| 84 | Cade Price (B)          | Kanada       | Seattle Kraken                                                        | Kelowna Rockets (WHL)                   |
| 85 | Yegor Sidorov (HF)      | Belarus      | Anaheim Ducks (från Wild)                                             | Saskatoon Blades (WHL)                  |
| 86 | Gavin McCarthy (B)      | USA          | Buffalo Sabres (från Kings)                                           | Muskegon Lumberjacks (USHL)             |
| 87 | Egor Zavragin (MV)      | Ryssland     | Philadelphia Flyers (från NY Rangers)                                 | HK Jugra Chanty-Mansijsk (VHL)          |
| 88 | Vadim Moroz (HF)        | Belarus      | Arizona Coyotes (från Oilers)                                         | HK Dinamo Minsk (KHL)                   |
| 89 | Sawyer Mynio (B)        | Kanada       | Vancouver Canucks (från Maple Leafs)                                  | Seattle Thunderbirds (WHL)              |
| 90 | Drew Fortescue (B)      | USA          | New York Rangers (från Devils via Penguins)                           | Team USA (USHL)                         |
| 91 | Emil Pieniniemi (B)     | Finland      | Pittsburgh Penguins (från Avalanche via Rangers)                      | Oulun Kärpät (Liiga)                    |
| 92 | Christopher Pelosi (C)  | USA          | Boston Bruins                                                         | Sioux Falls Stampede (USHL)             |
| 93 | Jiří Felcman (C)        | Tjeckien     | Chicago Blackhawks (från Stars via Coyotes)                           | SCL Tigers (NL)                         |
| 94 | Jayden Perron (HF)      | Kanada       | Carolina Hurricanes                                                   | Chicago Steel (USHL)                    |
| 95 | Denver Barkey (C)       | Kanada       | Philadelphia Flyers (från Panthers via Flyers, Hurricanes och Sharks) | London Knights (OHL)                    |
| 96 | Arttu Kärki (B)         | Finland      | Vegas Golden Knights                                                  | Tappara (Liiga)                         |

### Fjärde rundan
Källa: 
| #   | Spelare                 | Nationalitet | Medlemsorganisation                                | Universitets-/College-/Junior-/Klubblag |
| --- | ----------------------- | ------------ | -------------------------------------------------- | --------------------------------------- |
| 97  | Konnor Smith (B)        | Kanada       | Anaheim Ducks                                      | Peterborough Petes (OHL)                |
| 98  | Andrew Strathmann (B)   | USA          | Columbus Blue Jackets                              | Youngstown Phantoms (USHL)              |
| 99  | Alex Pharand (C)        | Kanada       | Chicago Blackhawks                                 | Sudbury Wolves (OHL)                    |
| 100 | Aleksandr Rykov (HF)    | Ryssland     | Carolina Hurricanes (från Sharks)                  | Tjelmet Tjeljabinsk (VHL)               |
| 101 | Florian Xhekaj (VF)     | Kanada       | Montreal Canadiens                                 | Hamilton Bulldogs (OHL)                 |
| 102 | Terrell Goldsmith (B)   | Kanada       | Arizona Coyotes                                    | Prince Albert Cougars (WHL)             |
| 103 | Cole Knuble (C)         | USA          | Philadelphia Flyers                                | Fargo Force (USHL)                      |
| 104 | Patrick Thomas (C)      | Kanada       | Washington Capitals                                | Hamilton Bulldogs (OHL)                 |
| 105 | Ty Mueller (C)          | Kanada       | Vancouver Canucks (från Red Wings)                 |                                         |
| 106 | Jakub Štancl (C)        | Tjeckien     | St. Louis Blues                                    | Växjö Lakers HC (SHL)                   |
| 107 | Vilmer Alriksson (VF)   | Sverige      | Vancouver Canucks                                  | Djurgården Hockey (SHL)                 |
| 108 | Hoyt Stanley (B)        | Kanada       | Ottawa Senators                                    | Victoria Grizzlies (BCHL)               |
| 109 | Ethan Miedema (VF)      | Kanada       | Buffalo Sabres                                     | Kingston Frontenacs (OHL)               |
| 110 | Bogdan Konyushkov (B)   | Ryssland     | Montreal Canadiens (från Penguins)                 | Torpedo Nizjnij Novgorod (KHL)          |
| 111 | Joey Willis (C)         | USA          | Nashville Predators                                | Saginaw Spirit (OHL)                    |
| 112 | Jaden Lipinski (C)      | USA          | Calgary Flames                                     | Vancouver Giants (WHL)                  |
| 113 | Jesse Nurmi (VF)        | Finland      | New York Islanders                                 | Kookoo (Liiga)                          |
| 114 | Luca Pinelli (C)        | Kanada       | Columbus Blue Jackets (från Jets via Kraken)       | Ottawa 67's (OHL)                       |
| 115 | Jayson Shaugabay (HF)   | USA          | Tampa Bay Lightning (från Lightning via Predators) | Warroad Warriors                        |
| 116 | Andrei Loshko (C)       | Belarus      | Seattle Kraken                                     | Saguenéens de Chicoutimi (LHJMQ)        |
| 117 | Larry Keenan (B)        | Kanada       | Detroit Red Wings (från Wild)                      | Culver Eagles                           |
| 118 | Hampton Slukynsky (MV)  | USA          | Los Angeles Kings                                  | Warroad Warriors                        |
| 119 | Matthew Perkins (C)     | Kanada       | Vancouver Canucks (från NY Rangers)                | Youngstown Phantoms (USHL)              |
| 120 | Alex Čiernik (VF)       | Slovakien    | Philadelphia Flyers (från Oilers)                  | Södertälje SK (Hockeyallsvenskan)       |
| 121 | Juha Jatkola (MV)       | Finland      | Nashville Predators (från Maple Leafs)             | Kalevan Pallo (Liiga)                   |
| 122 | CAm Squires (HF)        | Kanada       | New Jersey Devils                                  | Cape Breton Eagles (LHJMQ)              |
| 123 | Luca Cagnoni (B)        | Kanada       | San Jose Sharks (från Avalanche via Kraken)        | Portland Winterhawks (WHL)              |
| 124 | Beckett Hendrickson (C) | USA          | Boston Bruins                                      | Team USA (USHL)                         |
| 125 | Aram Minnetian (B)      | USA          | Dallas Stars                                       | Team USA (USHL)                         |
| 126 | Stanislav Yarovoi (HF)  | Ryssland     | Carolina Hurricanes                                | HK Vitjaz Podolsk (KHL)                 |
| 127 | Albert Wikman (B)       | Sverige      | Florida Panthers                                   | Färjestad BK (SHL)                      |
| 128 | Quentin Miller (MV)     | KAnada       | Montreal Canadiens (från Golden Knights)           | Remparts de Québec (LHJMQ)              |

### Femte rundan
Källa: 
| #   | Spelare                    | Nationalitet | Medlemsorganisation                              | Universitets-/College-/Junior-/Klubblag |
| --- | -------------------------- | ------------ | ------------------------------------------------ | --------------------------------------- |
| 129 | Rodwin Dionicio (B)        | USA          | Anaheim Ducks                                    | Windsor Spitfires (OHL)                 |
| 130 | Axel Landén (B)            | Sverige      | San Jose Sharks (från Blue Jackets)              | HV71 (SHL)                              |
| 131 | Marcel Marcel (VF)         | Tjeckien     | Chicago Blackhawks                               | Olympiques de Gatineau (LHJMQ)          |
| 132 | Eric Pohlkamp (B)          | USA          | San Jose Sharks                                  | Cedar Rapids Roughriders (USHL)         |
| 133 | Sam Harris (VF)            | USA          | Montreal Canadiens                               | Sioux Falls Stampede (USHL)             |
| 134 | Melker Thelin (MV)         | Sverige      | Arizona Coyotes                                  | Björklöven IF (Hockeyallsvenskan)       |
| 135 | CArter Sotheran (B)        | Kanada       | Philadelphia Flyers                              | Portland Winterhawks (WHL)              |
| 136 | Cameron Allen (B)          | Kanada       | Washington Capitals                              | Guelph Storm (OHL)                      |
| 137 | Jack Phelan (B)            | USA          | Detroit Red Wings                                | Sioux Falls Stampede (USHL)             |
| 138 | Paul Fischer (B)           | USA          | St. Louis Blues                                  | Team USA (USHL)                         |
| 139 | Charles-Alexis Legault (B) | Kanada       | Carolina Hurricanes (från Canucks)               | Quinnipiac Bobcats (NCAA)               |
| 140 | Matthew Andonovski (B)     | Kanada       | Ottawa Senators                                  | Kitchener Rangers (OHL)                 |
| 141 | Scott Ratzlaff (MV)        | Kanada       | Buffalo Sabres                                   | Seattle Thunderbirds (WHL)              |
| 142 | Mikhail Ilyin (HF)         | Ryssland     | Pittsburgh Penguins                              | Almaz Tjerepovets (MHL)                 |
| 143 | Sutter Muzzatti (C)        | USA          | Nashville Predators                              | RPI Engineers (NCAA)                    |
| 144 | Yevgeni Volokhin (MV)      | Ryssland     | Montreal Canadiens (från Flames)                 | HK Jugra Chanty-Mansijsk (VHL)          |
| 145 | Justin Gill (C)            | Kanada       | New York Islanders                               | Phœnix de Sherbrooke (LHJMQ)            |
| 146 | Jacob Julien (C)           | Kanada       | Winnipeg Jets                                    | London Knights (OHL)                    |
| 147 | Kevin Bicker (VF)          | Tyskland     | Detroit Red Wings (från Lightning via Predators) | Adler Mannheim (DEL)                    |
| 148 | Kaden Hammell (B)          | Kanada       | Seattle Kraken                                   | Everett Silvertips (WHL)                |
| 149 | Aaron Pionk (B)            | USA          | Minnesota Wild                                   | Waterloo Black Hawks (USHL)             |
| 150 | Matthew Mania (B)          | USA          | Los Angeles Kings                                | Sudbury Wolves (OHL)                    |
| 151 | Thomas Milic (MV)          | Kanada       | Winnipeg Jets (från NY Rangers)                  | Seattle Thunderbirds (WHL)              |
| 152 | Rasmus Larsson (B)         | Sverige      | New York Rangers (från Oilers)                   | Västerås IK (Hockeyallsvenskan)         |
| 153 | Hudson Malinoski (C)       | Kanada       | Toronto Maple Leafs                              | Brooks Bandits (AJHL)                   |
| 154 | Chase Cheslock (B)         | USA          | New Jersey Devils                                | Rogers Royals                           |
| 155 | Nikita Ishimnikov (B)      | Ryssland     | Colorado Avalanche                               | Avto Jekaterinburg (MHL)                |
| 156 | Melvin Strahl (MV)         | Sverige      | Columbus Blue Jackets (från Bruins via Wild)     | Modo Hockey (Hockeyallsvenskan)         |
| 157 | Arno Tiefensee (MV)        | Tyskland     | Dallas Stars                                     | Adler Mannheim (DEL)                    |
| 158 | Ruslan Khazheyev (MV)      | Ryssland     | Carolina Hurricanes                              | HK Tjelny (MHL)                         |
| 159 | Olof Glifford (MV)         | Sverige      | Florida Panthers                                 | HV71 (SHL)                              |
| 160 | Justin Kipkie (B)          | Kanada       | Arizona Coyotes (från Golden Knights)            | Victoria Cougars (WHL)                  |

### Sjätte rundan
Källa: 
| #   | Spelare              | Nationalitet | Medlemsorganisation                   | Universitets-/College-/Junior-/Klubblag |
| --- | -------------------- | ------------ | ------------------------------------- | --------------------------------------- |
| 161 | Vojtěch Port (B)     | Tjeckien     | Anaheim Ducks                         | Edmonton Oil Kings (WHL)                |
| 162 | Samu Bau (C)         | Finland      | Arizona Coyotes (från Blue Jackets)   | Ilves (Liiga)                           |
| 163 | Timur Mukhanov (VF)  | Ryssland     | Carolina Hurricanes (från Blackhawks) | Omskie Jastreby (MHL)                   |
| 164 | Cole Brown (VF)      | Kanada       | New Jersey Devils (från Sharks)       | Hamilton Bulldogs (OHL)                 |
| 165 | Filip Eriksson (C)   | Sverige      | Montreal Canadiens                    | Växjö Lakers HC (SHL)                   |
| 166 | Carsen Musser (MV)   | USA          | Arizona Coyotes                       | Team USA (USHL)                         |
| 167 | Milton Oscarsson (C) | Sverige      | Chicago Blackhawks (från Flyers)      | Örebro HK (SHL)                         |
| 168 | Visa Vedenpää (MV)   | Finland      | Seattle Kraken (från Capitals)        | Oulun Kärpät (Liiga)                    |
| 169 | Rudy Guimond (MV)    | Kanada       | Detroit Red Wings                     | Taft Rhinos                             |
| 170 | Matthew Mayich (B)   | Kanada       | St. Louis Blues                       | Ottawa 67's (OHL)                       |
| 171 | Aiden Celebrini (B)  | Kanada       | Vancouver Canucks                     | Brooks Bandits (AJHL)                   |
| 172 | Ryan MacPherson (C)  | Kanada       | Philadelphia Flyers (från Senators)   | Leamington Flyers (GOJHL)               |
| 173 | Sean Keohane (B)     | USA          | Buffalo Sabres                        | Dexter Southfield School                |
| 174 | Cooper Foster (C)    | Kanada       | Pittsburgh Penguins                   | Ottawa 67's (OHL)                       |
| 175 | Austin Roest (C)     | Kanada       | Nashville Predators                   | Everett Silvertips (WHL)                |
| 176 | Yegor Yegorov (MV)   | Ryssland     | Calgary Flames                        | HK Dynamo Moskva                        |
| 177 | Zachary Schulz (B)   | USA          | New York Islanders                    | Team USA (USHL)                         |
| 178 | Dylan Roobroeck (C)  | Kanada       | New York Rangers (från Jets)          | Oshawa Generals (OHL)                   |
| 179 | Warren Clark (B)     | Kanada       | Tampa Bay Lightning                   | Steinbach Pistons (MJHL)                |
| 180 | Zeb Forsfjäll (C)    | Sverige      | Seattle Kraken                        | Skellefteå AIK (SHL)                    |
| 181 | Kalem Parker (B)     | Kanada       | Minnesota Wild                        | Victoria Cougars (WHL)                  |
| 182 | Ryan Conmy (HF)      | USA          | Los Angeles Kings                     | Sioux City Musketeers (USHL)            |
| 183 | Ty Hendricks (VF)    | USA          | New York Rangers                      | Muskegon Lumberjacks (USHL)             |
| 184 | Nathaniel Day (MV)   | Kanada       | Edmonton Oilers                       | Flint Firebirds (OHL)                   |
| 185 | Noah Chadwick (B)    | Kanada       | Toronto Maple Leafs                   | Lethbridge Hurricanes (WHL)             |
| 186 | Daniil Karpovich (B) | Belarus      | New Jersey Devils                     | Avto Jekaterinburg (MHL)                |
| 187 | Jeremy Hanzel (B)    | Kanada       | Colorado Avalanche                    | Seattle Thunderbirds (WHL)              |
| 188 | Ryan Walsh (C)       | USA          | Boston Bruins                         | Cedar Rapids Roughriders (USHL)         |
| 189 | Angus MacDonell (C)  | Kanada       | Dallas Stars                          | Mississauga Steelheads (OHL)            |
| 190 | Michael Emerson (HF) | USA          | Carolina Hurricanes                   | Chicago Steel (USHL)                    |
| 191 | Luke Coughlin (B)    | Kanada       | Florida Panthers                      | Océanic de Rimouski (LHJMQ)             |
| 192 | Tuomas Uronen (HF)   | Finland      | Vegas Golden Knights                  | HIFK Hockey (Liiga)                     |

### Sjunde rundan
Källa: 
| #   | Spelare                  | Nationalitet | Medlemsorganisation                            | Universitets-/College-/Junior-/Klubblag |
| --- | ------------------------ | ------------ | ---------------------------------------------- | --------------------------------------- |
| 193 | Jack Harvey (C)          | USA          | Tampa Bay Lightning (från Ducks)               | Chicago Steel (USHL)                    |
| 194 | Oiva Keskinen (C)        | Finland      | Columbus Blue Jackets                          | Tappara (Liiga)                         |
| 195 | Janne Peltonen (B)       | Finland      | Chicago Blackhawks                             | Oulun Kärpät (Liiga)                    |
| 196 | David Klee (C)           | USA          | San Jose Sharks                                | Waterloo Black Hawks (USHL)             |
| 197 | Luke Mittelstadt (B)     | USA          | Montreal Canadiens                             | Minnesota Golden Gophers (NCAA)         |
| 198 | Stepan Zvyagin (VF)      | Ryssland     | Florida Panthers (från Coyotes)                | Dinamo Sjinnik (MHL)                    |
| 199 | Matteo Mann (B)          | Kanada       | Philadelphia Flyers                            | Saguenéens de Chicoutimi (LHJMQ)        |
| 200 | Brett Hyland (C)         | Kanada       | Washington Capitals                            | Brandon Wheat Kings (WHL)               |
| 201 | Emmitt Finnie (C)        | Kanada       | Detroit Red Wings                              | Kamloops Blazers (WHL)                  |
| 202 | Nikita Susuyev (HF)      | Ryssland     | St. Louis Blues                                | MHK Spartak Moskva (MHL)                |
| 203 | Yegor Rimashevskiy (HF)  | Ryssland     | San Jose Sharks (från Canucks via Coyotes)     | HK Dynamo Moskva                        |
| 204 | Owen Beckner (C)         | Kanada       | Ottawa Senators                                | Salmon Arm Silverbacks (BCHL)           |
| 205 | Norwin Panocha (B)       | Tyskland     | Buffalo Sabres                                 | Eisbären Berlin (DEL)                   |
| 206 | Antoine Keller (MV)      | Frankrike    | Washington Capitals (från Penguins via Sharks) | Genève-Servette HC (NL)                 |
| 207 | Vladimir Nikitin (MV)    | Kazakstan    | Ottawa Senators (från Predators)               | Barys Nur-Sultan (KHL)                  |
| 208 | Axel Hurtig (B)          | Sverige      | Calgary Flames                                 | Rögle BK (SHL)                          |
| 209 | Dennis Good Bogg (B)     | Sverige      | New York Islanders                             | AIK Ishockey (Hockeyallsvenskan)        |
| 210 | Connor Levis (HF)        | Kanada       | Winnipeg Jets                                  | Kamloops Blazers (WHL)                  |
| 211 | Ethan Hay (C)            | Kanada       | Tampa Bay Lightning                            | Flint Firebirds (OHL)                   |
| 212 | Zaccharya Wisdom (HF)    | Kanada       | Seattle Kraken                                 | Cedar Rapids Roughriders (USHL)         |
| 213 | James Clark (VF)         | USA          | Minnesota Wild                                 | Green Bay Gamblers (USHL)               |
| 214 | Casper Nassen (HF)       | Sverige      | Boston Bruins (från Kings)                     | Västerås IK (Hockeyallsvenskan)         |
| 215 | Nicholas Vantassell (HF) | USA          | Ottawa Senators (från NY Rangers)              | Green Bay Gamblers (USHL)               |
| 216 | Matt Copponi (C)         | USA          | Edmonton Oilers                                | Merrimack Warriors (NCAA)               |
| 217 | Emil Järventie (VF)      | Finland      | Pittsburgh Penguins (från Maple Leafs)         | Ilves (Liiga)                           |
| 218 | Aiden Fink (HF)          | Kanada       | Nashville Predators (från Devils)              | Brooks Bandits (AJHL)                   |
| 219 | Maroš Jedlička (C)       | Slovakien    | Colorado Avalanche                             | HKM Zvolen (Extraliga)                  |
| 220 | Kristian Kostadinski (B) | Sverige      | Boston Bruins                                  | Frölunda HC (SHL)                       |
| 221 | Sebastian Bradshaw (VF)  | Kanada       | Dallas Stars                                   | Elite Hockey Academy                    |
| 222 | Yegor Velmakin (MV)      | Ryssland     | Carolina Hurricanes                            | Buran Voronezj (VHL)                    |
| 223 | Kalle Kangas (B)         | Finland      | Pittsburgh Penguins (från Panthers)            | Jokerit (KHL)                           |
| 224 | Tyler Peddle (VF)        | Kanada       | Columbus Blue Jackets (från Golden Knights)    | Voltigeurs de Drummondville (LHJMQ)     |

## Draftade spelare per nationalitet
| #  | Nationalitet | Antal draftval | %     |
|    | Nordamerika  | 136            | 60,7% |
| -- | ------------ | -------------- | ----- |
| 1  | Kanada       | 86             | 38,3% |
| 2  | USA          | 50             | 22,3% |
|    | Europa       | 87             | 38,8% |
| 3  | Sverige      | 25             | 11,2% |
| 4  | Ryssland     | 20             | 8,9%  |
| 5  | Finland      | 15             | 6,7%  |
| 6  | Slovakien    | 8              | 3,6%  |
| 7  | Tjeckien     | 7              | 3,1%  |
| 8  | Belarus      | 4              | 1,8%  |
| 9  | Tyskland     | 3              | 1,3%  |
| 10 | Danmark      | 1              | 0,4%  |
| 11 | Frankrike    | 1              | 0,4%  |
| 12 | Italien      | 1              | 0,4%  |
| 13 | Schweiz      | 1              | 0,4%  |
| 14 | Österrike    | 1              | 0,4%  |
|    | Asien        | 1              | 0,4%  |
| 15 | Kazakstan    | 1              | 0,4%  |